# Marika Mikkola
Marika Mikkola är en finländsk orienterare som ingick i stafettlaget som vann guld vid VM 2001, hon har dessutom vunnit två VM-silver och ett VM-brons.